# Jérôme David
Jérôme Frédéric Paul, baron David, né le 30 juin 1823 à Rome et mort le 27 janvier 1882 à Langon, est un officier, journaliste et homme politique français.

## Biographie
Petit-fils du peintre Jacques-Louis David, il a pour parrain le roi Jérôme Bonaparte, qui était en fait son père biologique. Il épousa en janvier 1853 Jeanne Cécile Elisa Merle (dite Larissa), fille d'un grand propriétaire et maire de Langon, dont il eut deux enfants, Jérôme (1854-1874, mort en duel) et Marie-Thérèse (1856-1872), décédés avant lui sans postérité.
Jérôme David entame une carrière militaire et intègre Saint-Cyr en 1842 (promotion 1842-1844, dite « du Tremblement »). Il démissionne de l'armée en 1857 pour entrer ensuite en politique. Il est député de la Gironde du 1er mai 1859 au 27 octobre 1881, et ministre des travaux publics du 10 août 1870 au 4 septembre 1870 dans le gouvernement Charles Cousin-Montauban.

### Sources bibliographiques
- « Jérôme David », dans Adolphe Robert et Gaston Cougny, Dictionnaire des parlementaires français, Edgar Bourloton, 1889-1891 [détail de l’édition]
- Sylvie Guillaume et Bernard Lachaise (Université Bordeaux-Montaigne. Centre aquitain de recherches en histoire contemporaine), Dictionnaire des parlementaires d'Aquitaine sous la Troisième République, Talence, Presses Universitaires de Bordeaux, 1998, br, couv. ill.; 624, 24 cm (ISBN 2-86781-231-3 et 9782867812316, OCLC 468077217, BNF 37035405, SUDOC 045199868, présentation en ligne, lire en ligne), p. 215 à 217